# Clay Matthews Jr.
William Clay Matthews Jr. (Palo Alto, 15 marzo 1956) è un allenatore di football americano statunitense che ha giocato nel ruolo di offensive lineman nella National Football League (NFL). Al college giocò a football per la University of Southern California.

## Carriera
Matthews fu scelto nel corso del primo giro (12º assoluto) del Draft NFL 1978 dai Cleveland Browns. Giocò per 19 stagioni e 278 gare nella NFL (17º massimo della storia). Secondo fonti non ufficiali (i tackle iniziarono ad essere tracciati come statistica ufficialmente solo nel 1991) detiene il terzo posto nella classifica di tutti i tempi per tackle in carriera. In carriera fu convocato per quattro Pro Bowl ed è il più vecchio giocatore ad avere messo a segno un sack, all'età di quarant'anni e 282 giorni.
Matthews fu nominato per due volte miglior difensore della AFC della settimana mentre giocava per i Cleveland Browns (settimana 12 del 1984 e settimana 9 del 1991). Clay e suo figlio, Clay Matthews III, sono l'unica coppia padre-figlio ad essere stata premiata come difensore della settimana nella storia della NFL.

## Palmarès

### Individuale
- Convocazioni al Pro Bowl: 4

1985, 1987, 1988, 1989
- All-Pro: 3

1984, 1988, 1989
- Miglior difensore della AFC della settimana: 2

12ª del 1984, 9ª del 1991
- Leader della NFL in fumble forzati: 1

1983

## Statistiche
| Tackle     | 1.561 |
| Sack       | 69,5  |
| Intercetti | 16    |

## Vita privata
Clay è il fratello maggiore di Bruce, membro della Pro Football Hall of Fame e padre di Clay III, linebacker dei Green Bay Packers, e Casey, linebacker dei Philadelphia Eagles.